# Johann Smolík
Johann Nepomuk Smolík (5. září 1878, Vídeň – 26. srpna 1942 koncentrační tábor Dachau, Německo) byl katolický kněz a mučedník nacistické totality.

## Život
Narodil se 5. září 1878 v rodině vídeňských Čechů. Jako šestnáctiletý se rozhodl vstoupit do Kongregace Nejsvětějšího Vykupitele a po absolvování noviciátu a složení řeholních slibů se stal v roce 1897 členem tohoto řeholního společenství. Po dokončení středoškolských studií absolvoval v letech 1899–1904 studium teologie v řádové koleji v štýrském Mautern v Rakousku. Dne 2. srpna 1903 byl vysvěcen na kněze.
Jako řeholní kněz působil na základě pokynů svých řeholních představených třináct let v různých formačních a vzdělávacích zařízeních vídeňské provincie redemptoristů (v Loebenu, v Katzelsdorfu, v Linci a ve Svitavách).
Zde se kromě dalšího prohlubování svého vzdělání v teologických oborech věnoval také přírodovědeckému studiu. V roce 1912 vydal v Regensburgu populárně naučnou publikaci o rentgenových paprscích Röntgenstrahlen.
Na počátku roku 1916 se P. Johann Smolík rozhodl odejít z Kongregace Nejsvětějšího Vykupitele a požádal Svatého Otce o udělení dispenze od řeholních slibů. Bylo mu vyhověno, a nově se jako kněz olomoucké arcidiecéze zapojil podle pokynů olomouckého arcibiskupa do běžné duchovní správy. Nejprve byl k 1. 1ednu 1917 ustanoven kaplanem ve Velkých Losinách, po třech letech k 1. květnu 1920 do funkce kaplana v Loučné nad Desnou, k 1. září 1921 se stal provizorem v Jiříkově u Rýmařova, k 1. 1istopadu 1924 byl jmenován farářem v Bílčicích u Moravského Berouna. Po cca 9 letech byl jmenován farářem v Nových Lublicích na Opavsku, kam nastoupil v září 1933.

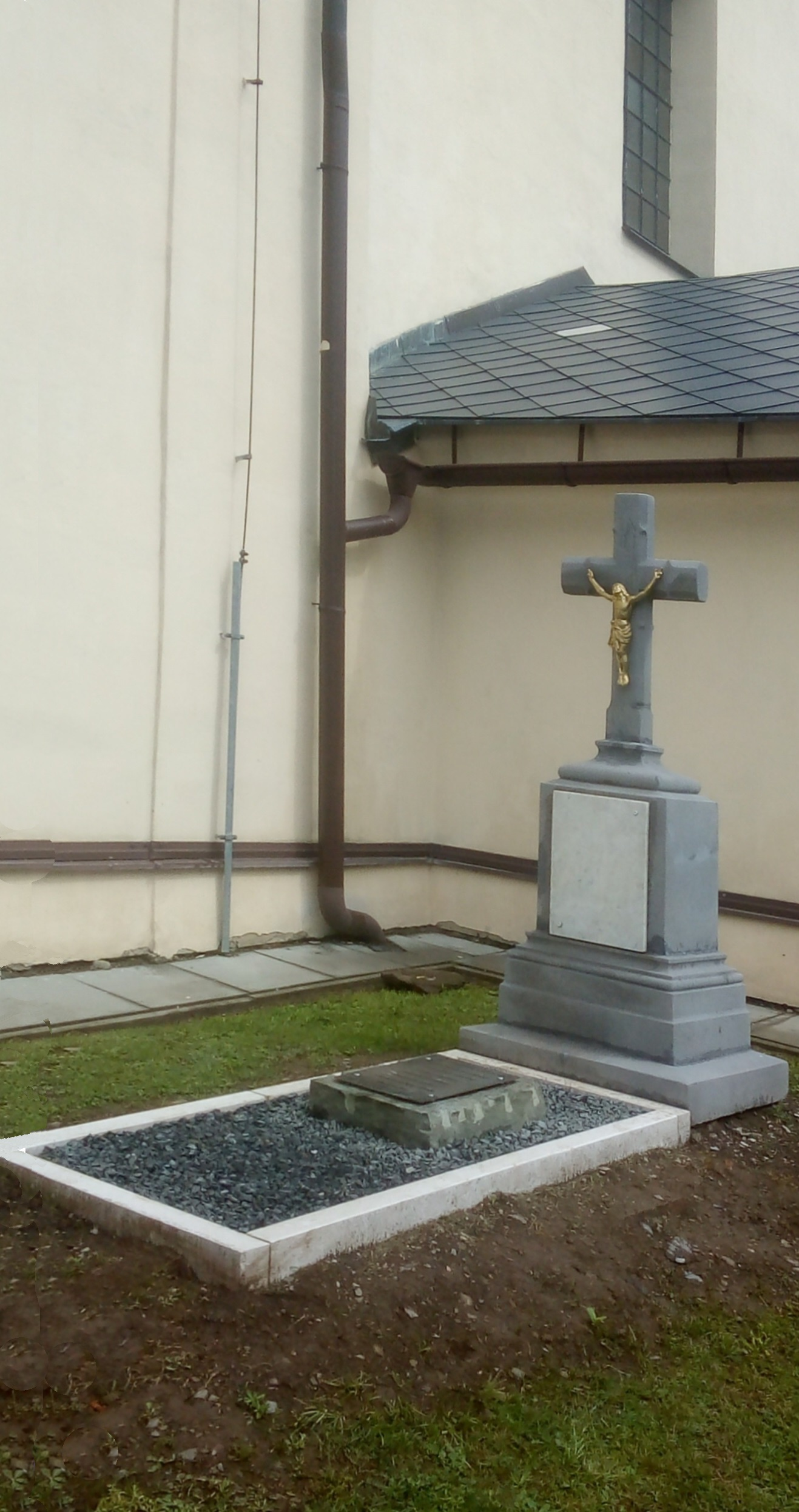
Renovaný hrob Johanna Smolíka v Nových Lublicích

Zemědělská obec na severozápadním okraji Nízkého Jeseníku v nadmořské výšce cca 550 metrů s přilehlými osadami Nový dvůr a Šratnov a s farním kostelem Nejsvětější Trojice měla v té době necelých 500 obyvatel, hlásících se katolickému vyznání. V obci byla dvoutřídní obecná škola, ve farnosti pracoval zbožný spolek Adorátorů Nejsvětější svátosti. Zdálo by se, že v tomto malém farním společenství bude život nejen faráře ale i farníků probíhat ve svým způsobem zaběhaných rytmech přírodního a církevního roku.
V době příchodu nového kněze ale začíná do života i tohoto malého společenství vstupovat a postupně víc a více sílit vliv henleinského pronacistického hnutí. Přes všechny nejen skryté, ale veřejně viditelné odmítavé postoje místního kněze vůči tomuto protikřesťanskému hnutí, se i v této malé obci našli lidé, kteří se nekriticky, ba přímo fanaticky přikláněli k tomuto politicko-národnímu extrémnímu proudu. Po podpisu mnichovské smlouvy pak napětí mezi těmito lidmi a místním duchovním správcem vrcholilo. Kněz dal jasně najevo, že s mnichovským diktátem nesouhlasí. Při prosincových volbách do říšského německého parlamentu v roce 1938 z kazatelny oznámil, že on hlasoval proti připojení Sudet k Říši a tudíž i proti Adolfu Hitlerovi. A když v neděli 27. října 1940 o slavnosti Ježíše Krista Krále prohlásil: „Naším vůdcem je Ježíš Kristus“, bylo o jeho zatčení rozhodnuto.
Dne 19. března (dle jiných zdrojů 19. nebo 29. dubna) 1941 byl zatčen, více než tři měsíce vězněn v Opavě a následně deportován do koncentračního tábora Dachau. Zde se 7. července 1941 ve svých 63 letech stal vězeňským číslem 26.618. Likvidační praktiky jeho věznitelů postupně oslabovaly jeho zdraví i síly a P. Johann Smolík dne 26. srpna 1942 vysílen a vyhladověn několikadenním střevním katarem zemřel. Tělesné ostatky zesnulého byly zpopelněny v táborovém krematoriu, úřední cestou zaslány do Nových Lublic a tam za přísného dozoru gestapa v tichosti v úterý 6. října 1942 uloženy do kněžského hrobu.